# Stellaster tuberculosus
Stellaster tuberculosus är en sjöstjärneart som först beskrevs av Martens 1865.  Stellaster tuberculosus ingår i släktet Stellaster och familjen ledsjöstjärnor. Inga underarter finns listade i Catalogue of Life.